# Watts Community
Watts Community é uma Região censo-designada localizada no estado norte-americano de Oklahoma, no Condado de Adair.

## Demografia
Segundo o censo norte-americano de 2000, a sua população era de 500 habitantes.

## Geografia
De acordo com o United States Census Bureau tem uma área de
48,0 km², dos quais 46,2 km² cobertos por terra e 1,8 km² cobertos por água.

## Localidades na vizinhança
O diagrama seguinte representa as localidades num raio de 16 km ao redor de Watts Community.